# Simone Malusà
Simone Malusà (* 26. Januar 1974 in Ivrea) ist ein ehemaliger italienischer Snowboarder. Er startete im Snowboardcross und nahm an zwei Olympischen Winterspielen sowie fünf Snowboard-Weltmeisterschaften teil.

## Werdegang
Malusà, der für den S.C. Courmayeur Monte Bianco startete, nahm im Dezember 1997 in Sestriere erstmals am Snowboard-Weltcup der FIS teil, wobei er auf den fünften Platz kam und damit den 15. Platz im Snowboardcross-Weltcup errang. In der Saison 1999/2000 erreichte er mit Platz zwei in Madonna di Campiglio seine erste Podestplatzierung im Weltcup und zum Saisonende den 11. Rang im Snowboardcross-Weltcup. In der folgenden Saison kam er mit Platz zwei in Morzine erneut aufs Podest und auf den 14. Platz im Snowboardcross-Weltcup. Beim Saisonhöhepunkt, den Snowboard-Weltmeisterschaften 2001 in Madonna di Campiglio, wurde er Zwölfter. Nach Platz vier in Tignes zu Beginn der Saison 2001/02, holte er in Whistler seinen ersten Weltcupsieg. Im weiteren Saisonverlauf errang er am Kreischberg den dritten Platz und wurde Sechster im Snowboardcross-Weltcup. Auch in der Saison 2002/03 errang er den sechsten Platz im Snowboardcross-Weltcup. Dabei kam er dreimal unter die ersten Zehn, darunter Platz zwei in Innichen. Bei den Snowboard-Weltmeisterschaften 2003 am Kreischberg fuhr er auf den 41. Platz. In der Saison 2003/04 erreichte er bei neun Teilnahmen im Weltcup sechs Top-Zehn-Platzierungen. Dabei errang er in Whistler den zweiten Platz und holte in Arosa seinen zweiten und damit letzten Weltcupsieg. Zum Saisonende wurde er italienischer Meister und beendete die Saison auf dem zweiten Platz im Snowboardcross-Weltcup.
Nachdem Plätzen drei und sechs zu Beginn der Saison 2004/05 in Valle Nevado, wurde Malusà bei den Snowboard-Weltmeisterschaften 2005 in Whistler Achter und belegte zum Saisonende den 14. Platz im Snowboardcross-Weltcup. Bei seiner ersten Teilnahme an Olympischen Winterspielen im Februar 2006 in Turin fuhr er auf den 33. Platz. In der Saison 2006/07 kam er in Lake Placid mit dem dritten Platz letztmals im Weltcup aufs Podest und errang den 16. Platz im Snowboardcross-Weltcup. Beim Saisonhöhepunkt, den Snowboard-Weltmeisterschaften 2007 in Arosa, belegte er den 20. Platz. In den folgenden Jahren errang er im Weltcup meist Platzierungen außerhalb der ersten Zehn. Bei den Snowboard-Weltmeisterschaften 2009 in Gangwon kam er auf den 26. Platz und bei den Olympischen Winterspielen 2010 in Vancouver auf den 30. Rang. Seinen 82. und damit letzten Weltcup absolvierte er im März 2011 in Chiesa in Valmalenco, welchen er auf dem 50. Platz beendete.

## Teilnahmen an Weltmeisterschaften und Olympischen Winterspielen

### Olympische Winterspiele
- 2006 Turin: 33. Platz Snowboardcross
- 2010 Vancouver: 30. Platz Snowboardcross

### Snowboard-Weltmeisterschaften
- 2001 Madonna di Campiglio: 12. Platz Snowboardcross
- 2003 Kreischberg: 41. Platz Snowboardcross
- 2005 Whistler: 8. Platz Snowboardcross
- 2007 Arosa: 22. Platz Snowboardcross
- 2009 Gangwon: 26. Platz Snowboardcross

## Weltcupsiege und Weltcup-Gesamtplatzierungen

### Weltcupsiege
| Nr. | Datum            | Ort      | Disziplin      |
| --- | ---------------- | -------- | -------------- |
| 1.  | 6. Dezember 2001 | Whistler | Snowboardcross |
| 2.  | 17. Januar 2004  | Arosa    | Snowboardcross |

### Weltcup-Gesamtplatzierungen
| Saison    | Gesamt | Gesamt | Snowboardcross | Snowboardcross |
| Saison    | Punkte | Platz  | Punkte         | Platz          |
| --------- | ------ | ------ | -------------- | -------------- |
| 1997/98   | 150    | 78.    | 450            | 15.            |
| 1999/2000 | 194    | 50.    | 1743           | 11.            |
| 2000/01   | 217    | 43.    | 1737           | 14.            |
| 2001/02   | -      | -      | 2440           | 6.             |
| 2002/03   | -      | -      | 1816           | 6.             |
| 2003/04   | -      | -      | 3430           | 2.             |
| 2004/05   | -      | -      | 1580           | 14.            |
| 2005/06   | 1021   | 95.    | 1021           | 30.            |
| 2006/07   | 670    | 94.    | 670            | 16.            |
| 2007/08   | 1076   | 78.    | 1076           | 23.            |
| 2008/09   | 558    | 124.   | 558            | 33.            |
| 2009/10   | 72     | 260.   | 72             | 60.            |
| 2010/11   | -      | -      | 16             | 82.            |